# Bocheń (gromada)
Bocheń (do 28 II 1956 Mystkowice) – dawna gromada, czyli najmniejsza jednostka podziału terytorialnego Polskiej Rzeczypospolitej Ludowej w latach 1954-1972.
Gromady, z gromadzkimi radami narodowymi (GRN) jako organami władzy najniższego stopnia na wsi, funkcjonowały od reformy reorganizującej administrację wiejską przeprowadzonej jesienią 1954 do momentu ich zniesienia z dniem 1 stycznia 1973, tym samym wypierając organizację gminną w latach 1954-1972.
Gromadę Bocheń siedzibą GRN w Bocheniu utworzono 29 lutego 1956 w powiecie łowickim w woj. łódzkim w związku z przeniesieniem siedziby gromady Mystkowice z Mystkowic do Bochenia i zmianą nazwy jednostki na gromada Bocheń. W 1957 roku (grudzień) gromadzka rada narodowa składała się z 15 członków.
Gromadę zniesiono 31 grudnia 1959, a jej obszar włączono do gromad Chruślin (wieś Guźnia, wieś Mystkowice, wieś Bocheń i kolonię Mystkowice Małe) i Pilaszków (wieś Świące i wieś Ostrów).